# Un romanzetto canaglia
Un romanzetto canaglia (conosciuto anche come Un romanzetto lumpen) è un romanzo breve dello scrittore cileno Roberto Bolaño pubblicato in Spagna nel 2002 con il titolo Una novelita lumpen. La pubblicazione in Italia è avvenuta nel 2003 presso la casa editrice Sellerio, collana “La memoria”.
La storia può idealmente rappresentare una sorta di parentesi di sbando e delinquenza vissuta da Bianca, io narrante, e da suo fratello dopo la morte dei loro genitori dalla quale entrambi riescono a uscire grazie alla forza di volontà della protagonista. Un romanzetto canaglia è l'ultimo lavoro edito prima della morte dell'autore, avvenuta nel 2003 in un ospedale di Barcellona.

## Trama
Il racconto, narrato in prima persona, si svolge a Roma e ha per protagonista Bianca, una ragazza che perde entrambi i genitori in un incidente automobilistico nei pressi di Napoli. Lei e suo fratello, rimasti orfani e in ristrettezze economiche sono costretti a trovarsi un lavoro per sbarcare il lunario. Lei inizia a lavorare come shampista presso una parrucchiera, lui in una palestra svolgendo mansioni di basso profilo, come il facchino o l'addetto delle pulizie. Proprio in palestra il fratello della protagonista conosce due nuovi amici, un bolognese e un libico fisicamente molto simili tra loro, che presto finiscono per andare a vivere in casa della protagonista occupando la stanza che fu dei genitori. Bianca inizia ad avere delle relazioni fredde e distaccate con entrambi.
Delusi dalle rispettive esperienze lavorative, il fratello della protagonista e i suoi due amici elaborano un piano che dovrebbe portarli a svaligiare la cassaforte di Giovanni Dellacroce, chiamato "Maciste". Dellacroce è un ex attore di film in costume molto in voga negli anni Cinquanta, i cosiddetti peplum, spesso girati negli studi di Cinecittà a Roma, e il soprannome Maciste deriva dai ruoli che spesso si è trovato a interpretare in passato. Rimasto cieco e con il fisico ormai imbolsito dagli anni, Maciste vive in solitudine in una villa decadente in via Germanico, quartiere Prati. In questa casa ha fatto allestire una palestra privata dove i tre ragazzi si recano saltuariamente per lavori di manutenzione all'attrezzatura da body building.
Attraverso la confidenza che si stabilisce tra Maciste e il fratello della protagonista, il bolognese e il libico riescono a presentargli Bianca, che presto inizia a prostituirsi per lui con una certa regolarità. Secondo il piano, il suo compito è trovare la cassaforte dove l'ex culturista tiene il suo denaro per poi poter dar modo agli altri suoi tre complici di svaligiarla. Così inizia uno strano rapporto tra Maciste e la protagonista, che la porterà a mandare a monte l'idea iniziale della rapina.

## Critica
(Antonin Artaud, citazione in epigrafe di Un romanzetto canaglia)
Il titolo originale in spagnolo, rispettato dalla traduzione Adelphi, è Una novelita lumpen dove lumpen potrebbe essere tradotto come "appartenente al sottoproletariato". Dal momento che la storia è ambientata tra il popolino romano, il titolo potrebbe essere Un romanzetto di popolo o Un romanzetto di borgata.
Il romanzo ha origine nel 2001 da una commissione letteraria di Claudio López, direttore dell'editrice Penguin Random House (divisione in lingua spagnola), il quale aveva intenzione di avviare una collezione di libri ambientati nelle maggiori città del mondo. Bolaño optò per Roma. Fra gli altri autori contattati, i colombiani Héctor Abad Faciolince e Santiago Gamboa e l'argentino Rodrigo Fresán.
Il romanzo sembra imparentato con i racconti incastonati uno sull'altro a comporre il grande affresco romanzato di I detective selvaggi , che potrebbe essere coevo come periodo di ideazione, anche se la scrittura è successiva. Uno degli aspetti più caratteristici è il contesto sociale in cui si muovono i protagonisti, caratterizzato da scarsa istruzione (Bianca e suo fratello abbandonano la scuola appena rimasti orfani), costante presenza della televisione come principale ed economico mezzo di svago, lavori poco qualificati. L'atmosfera che Bolaño trasmette nel racconto ricorda molto quella dei film di Pier Paolo Pasolini o Federico Fellini, in particolare La strada.
Unica opera dell'autore scritta “su commissione”, risente del clima apocalittico a cavallo del cambio di millennio, in cui sembra che stia per accadere qualcosa. Forse è per questo che è ambientato a Roma, dove si convive ogni giorno con le rovine del grande Impero.

## Adattamento cinematografico
Nel 2013 la sceneggiatrice e regista cilena Alicia Scherson diresse il film Il futuro tratto dal romanzo, protagonisti Rutger Hauer nel ruolo di Maciste e l'attrice cilena Manuela Martelli in quello di Bianca. Fu selezionato per il Sundance Film Festival 2013 e vinse come miglior film nell'International Film Festival Rotterdam. La regista lo descrive come “un film sull'Europa moderna, caotica, sull'orlo del collasso”.

## Edizioni
- Roberto Bolaño, Un romanzetto canaglia, traduzione di Angelo Morino, La Memoria, Sellerio, editore Palermo, 2005,  p. 92, ISBN 88-389-2027-3.
- Roberto Bolaño, Un romanzetto lumpen, traduzione di Ilide Carmignani, Fabula, Adelphi, editore Milano, 2013,  p. 119, ISBN 978-88-459-2820-8.